# 山鹿素行
山鹿素行（日语：／ Yamaga Sokō，1622年9月21日（元和8年8月16日）—1685年10月23日（贞享2年9月26日）），日本江户时代前期的儒学者和兵学者。父亲为浪人山鹿贞以。古学派始祖。本名高祐。字子敬、又称甚五右卫门。
山鹿素行汲取了中國儒家思想的養份，對日本的武士道精神，進行了全面的闡述。著有《武教全書》、《武家事記》、《兵法問答》等書，在日本被稱為「國人道德的權威，武士道精神的真諦」。

## 经历
出生于陆奥国（后来的岩代国）会津（今 福岛县会津若松市）。1628年（宽永5年）、6岁离开江户。1630年（宽永7年）9岁之时拜入大学头林罗山门下学习朱子学，15岁开始在小幡景宪和北条氏长处学习兵学、在广田坦斋处学习神道，此外还学习歌学等各种各样的学问。
1656年著《武教小学》、《武教要録》、《武教全書》，开创了山鹿流兵学。脍炙人口的“山鹿流之阵太鼓”也是从山鹿素行的兵学中衍生出的。1665年他批判朱子学对儒家经典的诠释，提出了直接向周公、孔子学习的圣教，著《圣教要录》。书中大肆批判孔子以后的宋儒为异端。此时虽然林罗山已过世，其说仍被奉为幕府官学，且由林罗山子孙主宰。因此山鹿素行被人怨恨，自以为犯下死罪，而向当时担任安房守一职的北条氏长写信道：

蒙当二千岁之今，大明周公孔子之道，犹欲纠吾于天下，开板圣教要录之处，当时俗学腐儒，不修身、不勤忠孝。况天下国家之用，聊不知之，故于吾语，无一句之可论，无一言之可纠。或假权贪利，或构谗而追踪，世皆不知之，专任人口而传虚，不正实否，不详其书，不究其理，强嘲书罪我，于是我始安，我言之大道无疑，天下无辨之。夫罪我者，罪周公孔子之道也，我可罪而道不可罪。罪圣人之道者，时世之误也。古今天下之公论不可循。凡知道之辈，必逢天灾。其先踪尤多，乾坤倒覆，日月失光。唯怨生今世，而残时代之误于末代，是臣之罪也，诚惶顿首。
1666年他被信奉朱子学的会津藩主保科正之流放到播磨国赤穗藩，教导赤穂藩士。元禄赤穗事件中的大石良雄也是其门人之一。1675年（延宝3年）被准许回到江户教授兵法，影响了吉田松阴等人。松阴自称“自幼就以山鹿氏之兵学为业，以武士道为心要，以死为常心。” 其著《武教全书讲录》，一开始就说：如果希望懂道，就请接受山鹿先生的教导，自古至今，该读的书有那么多，而我特别信任素行先生。
1685年山鹿素行去世、享年63岁。墓所为位于东京都新宿区辯天町1番地的曹洞宗宗参寺。
名言：（有上下文）

## 古学思想
山鹿素行早年祖述宋学，晚年宣扬尊信儒家古典的古学，形成‘儒学道统论’，主张儒学始于伏羲、神农，次则天生仲尼以身立教，是儒道之宗、纲常之主。“孔子没而圣人之统殆尽。”孔子之后如曾子、子思、孟子于孔子已不可企望。批评宋程朱等道学为阳儒阴异端，主张回归孔子之前儒学，并自命是继孔子之后的道统正传。山鹿素行自称“以周公、孔子为师，而不以汉、唐、宋、明诸儒为师。”
他宣扬武士要明心术，尽忠主君，自觉实践人伦之道，严守日常生活礼仪，以儒学道德伦理解释武士道。山鹿素行认为武士的职分就在于辅助君主统治农工商三民：“士不可不备文武之德知。然则形为剑戟弓马之用，内务君臣朋友父子兄弟夫妇之道，文道为心，武备调外，三民自然以是为师，以是为贵，从其教而知其本末。”他认为武士道的最高准则是“杀身成仁”、“舍生取义”。他强调“常把死放在心上”。在《山鹿语类•士谈》中他这样说道:“能勤而安命乃大丈夫之心也。匹夫在于常将死放在心上，尽职尽分，勤而安命。如果常把死放在心上，就不会受任何事的干扰，在各种场合履行其职分，不把死放在心上就是胆小鬼。”他提倡“以人伦之道的自觉为根本，进而以在天下实现人伦之道为武士职分的思想”。
他认为君臣上下的差别“非以力而成，乃天地自然之仪则”，主张“主君之恶纵如夏桀殷纣，而下无蔑上之道。”山鹿素行将日本称为“中朝”或“中华”，要日本以“中国心”来立国。其依据为《日本书纪》，书中言道：本朝正当天之正道，得地之中国。中国，北据高山，南窥大海，山海之间，平原开阔，河海可用。因此，中国漕运便利，往来如一家，没有互相敌对，制度文物发达，没有必要设长城而防夷狄，也不可能为夷狄所征服。而外朝更迭频繁，有几次还是夷狄入侵为王。春秋时代二百四十余年，期间，臣下起而弑君者，竟有二十五次。唯有我中国，自开国以来以至于今日，天之神以来的皇统未曾变过，弑天皇之叛逆没有几次，被夷狄入侵之事，无论如何也不可能有。他主张日本天皇“可至万世而为君”，“神神相生、圣皇连绵”，“与天地无穷”以便维护万世一系的“国体”。他在《中朝事实》中主张皇统一贯‘日本主义’，认为日本比万国优越，对后世影响很大。
山鹿素行主张“诚”是从内心中涌出的不可抑制的“情”，而且认为“诚”须力行。他认为“道”是“人人不得已而须力行之诚。”“予吁已之谓诚，纯一无杂，古今上下不可易也。维天之命，于穆不已也。圣教未尝不以诚，道也、德也、仁义也、礼乐也。”他认为"诚"也不是只求情之"诚"、"实"、"直"或放于情而行，行要守礼，受礼制约的“不得已之诚。”朱舜水曾与山鹿素行有过交往，其经世实用之学对山鹿素行有所影响。朱舜水在送给他的《子敬箴——为山鹿素行轩作》中称赞他说：

问学如何？徵乎素行。素行如何？希贤希圣。匪敢僭逾，勉承来命。尧舜可为，人皆此性。儒道非难，善至德盛懿美。内涵闻望，外会文武张弛。维人无竟，温恭诚允，端庄彰正，不在他求，是在子敬。

为子敬山鹿翰史、藤姓高兴其名也，别号素行。

## 思想歷程
根據堀勇雄《山鹿素行》一書的整理，山鹿素行的思想大致可分為六個階段：
1. 訓詁的朱子學期（6-21歲，1627-1642）
2. 四教一致期（21-35歲，1642-1656）
3. 朱子學期（35-41歲，1656-1662）
4. 中華聖學期（45-54歲，1662-1666）
5. 日本聖學期（45-54歲，1666-1675）
6. 象數的宇宙觀（54-64，1675-1685）

而臺灣學者林俊宏氏則對此進行了解說：「大致而言，第一期為求學過程，第二期則屬融合各派學說。第三期則以儒學為宗，第四期則以周公、孔子思想為宗，第五期則以日本神道思想為宗，第六期則提出宇宙象數觀思想。山鹿氏以第四及第五階段影響為之最大，使儒學日本化。」

## 著作一览
- 圣教要录
- 中朝事实
- 配所残笔
- 武教本论
- 武教全書
- 武家事纪
- 山鹿语类
- 谪居童问
  - 《山鹿素行全集》全15卷　岩波书店　昭和15―17年